# Berrypicking
Teorie Berrypicking je model vyhledávání informací, který roku 1989 představila americká vědkyně v oblasti informačních věd Marcia J. Bates ve své publikaci „The Design of Browsing and Berrypicking Techniques for the Online Search Interface“.

## Teorie
Hlavní náplní teorie je přizpůsobení vyhledávání reálnému životu. V reálném životě hledáme potřebné informace pomocí více zdrojů a dotaz tak průběžně mění svůj charakter. Proto každá nově získaná informace mění koncepci položeného dotazu. Dotaz je v průběhu vyhledávání měněn v závislosti na okolních informacích. Tento princip Bates srovnala se sbíráním bobulí v přírodě – berrypicking. Bobule sbíráme postupně, protože nerostou ve svazcích, ale roztroušeně na celém keři. Touto analogií je vysvětleno, že stejně tak i informace musíme získávat postupně a nelze je všechny nalézt na jednom místě.
Tím je uživatel více uveden do zkoumané problematiky, získá lepší přehled a tím i lépe porozumí danému problému.

## Rozdíly v porovnání s tradičním modelem vyhledávání informací

### Základní podstata dotazu
Dotaz se vyvíjí, a proto během celého procesy vyhledávání nepracujeme jen s jedním dotazem. Vzhledem k dalším získaným informacím je dotaz v průběhu měněn a tím se lépe dopracuje k potřebné odpovědi.
Dotaz není neměnný a jednotný.

### Povaha celkového vyhledávacího procesu
Vzhledem k analogii sbírání bobulí není vyhledávání jen jednosměrný proces. Proces hledání informací je složitější než následování univerzálního vzorce pro získání odpovědi. Lze tedy obecně říci, že povaha vyhledávacího procesu v modelu Berrypicking je založena na upřesnění formy dotazu během procesu vyhledávání a tím i získání více dokumentů, které vedou k odpovědi na položenou otázku.

### Rozsah použitých vyhledávacích technik
Další hlavní podstatou modelu Berrypicking je široká škála vyhledávacích technik, které jsou využity ve vyhledávacím procesu a jsou vybírány dle okolností. Při procesu, kdy je dotaz formulován a upřesňován je v podstatě na každou vyhledávací fázi využita jiná technika. Čím více technik je v celém procesu vyhledávání informací použito, tím více se technika stává účinnou. Tím je taktéž umožněno prozkoumání více zdrojů.
Dále jsou vypsány vyhledávací techniky:

#### Následování poznámek pod čarou
Následování poznámek pod čarou („backward chaining“) je technika, která využívá následování poznámek v knihách nebo článcích ke zpětnému ověření faktů, případně získání dalších informací prozkoumáním dané problematiky do hloubky.

#### Vyhledávání citací
Vyhledávání citací („forward chaining“) je krokem pro získání dalších informací. Tím se uživatel posune dále s formou svého dotazu a zdokonalí ho. V seznamu citací dokumentu lze vybrat odkaz a pročítat další související články nebo celé dokumenty a tím se dostávat hlouběji do problematiky a tím ji lépe pochopit.

#### Prohledávání časopisů
Prohledávání časopisů („journal run“) probíhá tak, že po identifikaci primárního časopisu zkoumající problematiky se prohlíží články, které s tématem souvisí. Pokud je časopis dostatečně odborným, tak lze touto technikou dosáhnout většiny cílů. V podstatě tento přístup využívá Bradfordova zákona rozptylu .

#### Oblast skenování
Oblast skenování („area scanning“) je technika, pří které jsou prohlíženy materiály (knihy, časopisy, články), které jsou spojeny s tématem dotazu. Tím se uživatel lépe zorientuje v problematice a získá další informace pro vývoj svého dotazu. Častým příkladem jsou regály v knihovně, kdy jsou knihy rozděleny dle témat, a uživatel se může zastavit u oddělení, které pojednává o problematice, kterou zkoumá, a postupně procházet knihy a tak získávat další nové informace a vjemy zkoumané oblasti.

#### Vyhledávání v bibliografiích, abstraktech a indexech
Tyto formy popisu problematiky jsou nejběžnější formou reprezentace dokumentu, proto po jejich přečtení lze zjistit, zde je popisovaný materiál vhodný pro naše zkoumání, tzn. jestli obsahuje námi hledanou informaci a následně její bližší popis.Technika je nejvíce významná v oblasti knihovnictví a informační vědy.

#### Vyhledání autora
Cílem této techniky je zjistit více o autorovi dané citace. Pomocí citací zkoumaného dokumentu uživatel prověřuje autory – zjistí se, jaký má autor citační index, zda často zveřejňuje v dané problematice a má tedy silnou pozici v oboru, nebo naopak jestli problematika není autorovým primárním působištěm a jeho práce nemohou být brány jako stěžejní pro studium.

### Informační doména nebo oblast, kde probíhá vyhledávání
Oblasti, kde je prováděno vyhledávání, je díky různorodosti vyhledávacích technik velmi variabilní. Při vyhledávání se nezaměřuje jen na jednu oblast, ale vlivem průběžných změn dotazu se prozkoumá vícero informačních oblastí, čímž se vyhledávání stane více kvalitním a obsáhlejším.